# Nachal Manoach
Nachal Manoach (hebrejsky: נחל מנוח) je vádí v pahorkatině Šefela, nedaleko od západního okraje Judských hor v Izraeli.
Začíná v nadmořské výšce přes 250 metrů jihovýchodně od kláštera Dejr Rafat. Směřuje pak k jihozápadu mírně se zahlubujícím zemědělsky využívaným údolím, přičemž z východu míjí vesnici Cor'a. Ústí potom zprava do potoka Sorek.